# Faculté d'informatique de l'université de Jyväskylä
La faculté d'informatique (finnois : Jyväskylän yliopiston informaatioteknologian tiedekunta) est fondée par l'université de Jyväskylä en 1998.

## Présentation
La faculté est installée dans le Bâtiment Agora du campus de Mattilanniemi.
Les domaines d'excellence de la faculté sont:
- Systèmes d'information
- Technologies de l'information
- Sciences cognitives
- Cybersécurité